# Phlomis woroschilovii
Phlomis woroschilovii là một loài thực vật có hoa trong họ Hoa môi. Loài này được Makarov miêu tả khoa học đầu tiên năm 1982.